# Aichi B7A
Aichi B7A Ryusei (愛知 B7A 流星 Aichi B7A Lưu tinh - Sao băng) là một kiểu máy bay ném bom-ngư lôi kiêm máy bay ném bom bổ nhào đời cuối của Hải quân Đế quốc Nhật Bản được hãng Aichi Kokuki KK sản xuất. Nó được phe Đồng Minh đặt tên mã là Grace.

## Thiết kế và phát triển

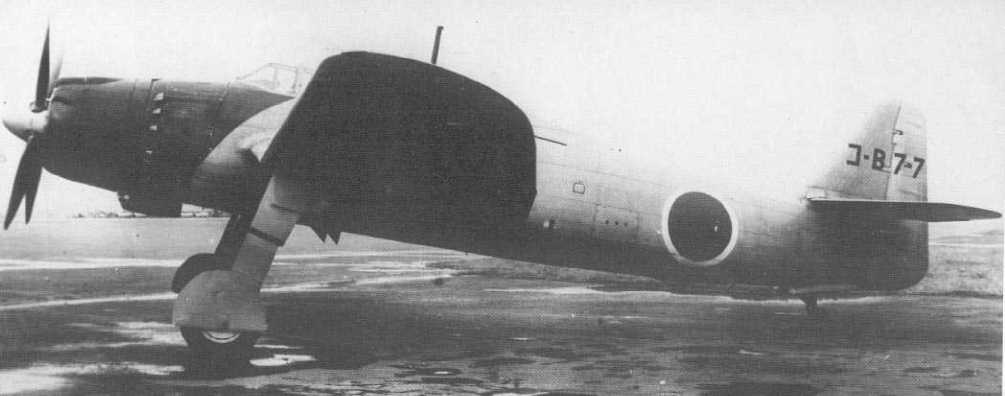
Chiếc Aichi B7A Ryusei.

Dòng B7A được bắt đầu thiết kế vào năm 1941 nhằm đáp ứng nhu cầu của Hải quân Nhật Bản về một chiếc máy bay ném bom hoạt động trên tàu sân bay sẽ thay thế cho cả chiếc máy bay ném ngư lôi Nakajima B6N Tenzan và máy bay ném bom bổ nhào Yokosuka D4Y Suisei đang được sử dụng. Động cơ trang bị là một kiểu Nakajima NK9C Homare-12 18 xy lanh bố trí hình tròn thành hai hàng công suất 2.000 mã lực (1.491 kW), và chiếc máy bay có một kiểu cánh "cong" hình cánh hải âu ngược, phần nào tương tự như của chiếc F4U Corsair, nhằm tạo giữ khoảng cách cho bộ cánh quạt mà không cần dùng đến bộ phận đáp cánh chính dài hơn.
Cho dù B7A có tải trọng bom không lớn hơn những chiếc tiền nhiệm, việc có được một khoang chứa bom bên trong thân cùng hai đế gắn bom tải trọng lớn cho phép mang hai bom 250 kg, điều mà những chiếc máy bay tiêm kích hay cường kích một động cơ Nhật Bản khác chưa từng có. Tuy có kích thước và trọng lượng đáng kể, nó có được khả năng điều khiển và tính năng bay như một chiếc máy bay tiêm kích, sánh ngang chiếc Mitsubishi Zero đang hoạt động lúc đó. Bay nhanh và tính cơ động cao, nếu như nó được sản xuất sớm hơn và với số lượng đáng kể, B7A hẳn là một đối thủ xứng đáng cho những chiếc máy bay tiêm kích của Hải quân Hoa Kỳ.

## Lịch sử hoạt động
Chiếc nguyên mẫu đã bay chuyến bay đầu tiên vào tháng 5 năm 1942, nhưng những vấn đề trong việc giao động cơ làm cho nó không được sản xuất với số lượng lớn cho đến tận năm 1944, khi mà đã quá trễ để nó có thể ảnh hưởng đến tình thế cuộc chiến. Không còn chiếc tàu sân bay nào để cho nó cất cánh, và chỉ có 105 chiếc được chế tạo.

## Các phiên bản
- B7A1: Chiếc nguyên mẫu. Có chín chiếc được chế tạo.
- B7A2: Phiên bản sản xuất hàng loạt. Máy bay ném bom-ngư lôi và ném bom bổ nhào hai chỗ ngồi dành cho Hải quân Đế quốc Nhật Bản.
- B7A2 : Phiên bản thử nghiệm. Một chiếc được trang bị kiểu động cơ Nakajima Homare 23 bố trí hình tròn công suất 2.000 mã lực (1.491 kW).
- B7A3: Phiên bản được đề nghị. Không được chế tạo.

## Các nước sử dụng
Nhật Bản
- Hải quân Đế quốc Nhật Bản

## Đặc điểm kỹ thuật (B7A2)

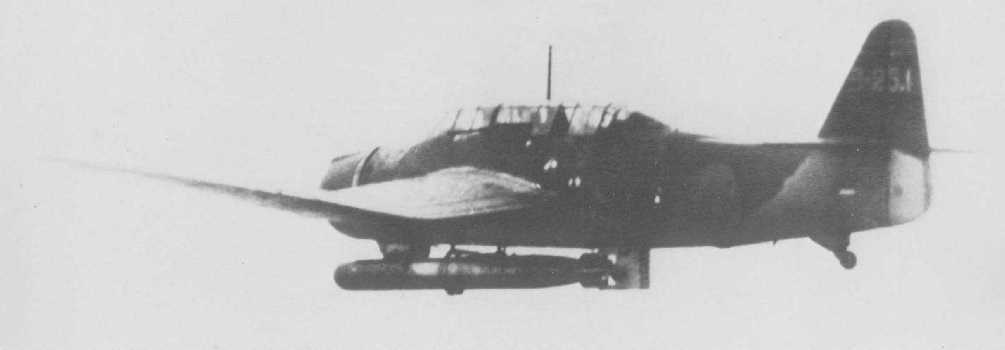
Chiếc Aichi B7A mang ngư lôi.

Tham khảo:

### Đặc tính chung
- Đội bay: 2 người
- Chiều dài: 11,49 m (37 ft 8 in)
- Sải cánh: 14,40 m (47 ft 3 in)
- Chiều cao: 4,07 m (13 ft 5 in)
- Diện tích bề mặt cánh: 35,40 m² (381 ft²)
- Trọng lượng không tải: 3.810 kg (8.400 lb)
- Trọng lượng có tải: 5.625 kg (12.401 lb)
- Trọng lượng cất cánh tối đa: 6.500 kg (14.330 lb)
- Động cơ: 1 x động cơ Nakajima NK9C Homare 18 xy lanh, công suất 2.000 mã lực (1.491 kW)

### Đặc tính bay
- Tốc độ lớn nhất: 566,5 km/h (306 knot, 352 mph)
- Tầm bay tối đa: 3.038 km (1.888 mi)
- Trần bay: 11.250 m (36.910 ft)
- Tốc độ lên cao: 9,6 m/s (1.889,8 ft/min)

### Vũ khí
- 2 x pháo Kiểu 99 20 mm (0,787 inch) trên cánh
- 1 x súng máy Kiểu 1 7,92 mm (0,312 inch) hoặc Kiểu 2 13 mm (0,512 in) trên khoang sau buồng lái
- 800 kg (1.800 lb) bom hoặc
- 1 × ngư lôi 800 kg (1.800 lb)

## Nội dung liên quan

### Máy bay tương tự
- Nakajima B6N
- Yokosuka D4Y
- Douglas A-1 Skyraider
- Fairey Spearfish

### Trình tự thiết kế
B5N - B5M - B6N - B7A

### Danh sách liên quan
- Danh sách máy bay chiến đấu
- Danh sách máy bay quân sự Nhật Bản
- Danh sách máy bay trong Chiến tranh Thế giới II
- Danh sách máy bay ném bom